# Open client
Open Client是一种Linux版本。

## 描述
是IBM公司为在Linux系统上运行如Lotus Notes等软件而在Red Hat Enterprise Linux基础上开发的操作系统。

## 特点
提供对应于Fedora9、Ubuntu8.04、SELD的layer，这个layer简单的解释就是在原linux套件基础上安装一些IBM的商业软件。

## 版本
| 版本 | 日期           |
| ---- | -------------- |
| 1.4  | 1月23日 2008年 |
| 2.1  | 4月28日 2008年 |
| 2.2  | 6月6日 2008年  |